# Unni
Gli Unni erano un popolo guerriero nomade, proveniente dalla Siberia meridionale, che giunse in Europa nel IV secolo. Sono particolarmente conosciuti per le incursioni compiute a metà del V secolo contro l'impero romano d'Occidente. Tra il 447 e il 454, sotto Attila, formarono un impero nomade che fu il più vasto del suo tempo, con una superficie di 4,0 milioni di km² all'apice.

## Origini
Ammiano, storico romano del IV secolo, si limita a specificare che essi provengono da «al di là delle paludi meotiche», una zona di steppe molto vasta.
In passato è stata proposta un'identificazione con gli Xiongnu 匈奴 (una variante arcaica o una tribù completamente diversa), una popolazione nomade che, riportano fonti cinesi, nel I secolo a.C. minacciava la Cina. Durante la dinastia Han 漢 (206 a.C.-220 d.C.), gli Xiongnu fondarono un regno nelle regioni a nord dell'Impero cinese sconfiggendo nel 162 a.C. gli Yuezhi (popolo indoeuropeo). Il potere degli Xiongnu si indebolì durante i secoli seguenti e alla fine, nel 48 a.C., si scisse in due gruppi: uno venne sottomesso e inglobato dai Cinesi, mentre l'altro, i Xiongnu meridionali, combatté contro l'Impero cinese ancora per un altro secolo fino a che non fu costretto a migrare verso occidente in seguito a una sconfitta subita ad opera degli Hsieng-Se, alleati dei Cinesi, nel 93 d.C. Durante la migrazione verso occidente attraverso la valle dell'Ili - se l'identificazione con gli Unni è corretta - gli Unni si sarebbero poi stabiliti lungo il corso del Volga, invadendo i territori degli Alani (in cinese: Ālánliáo 阿蘭聊), degli Ostrogoti e dei Visigoti. I Xiongnu orientali invece rimasero sotto l'influenza politica dell'Impero cinese.

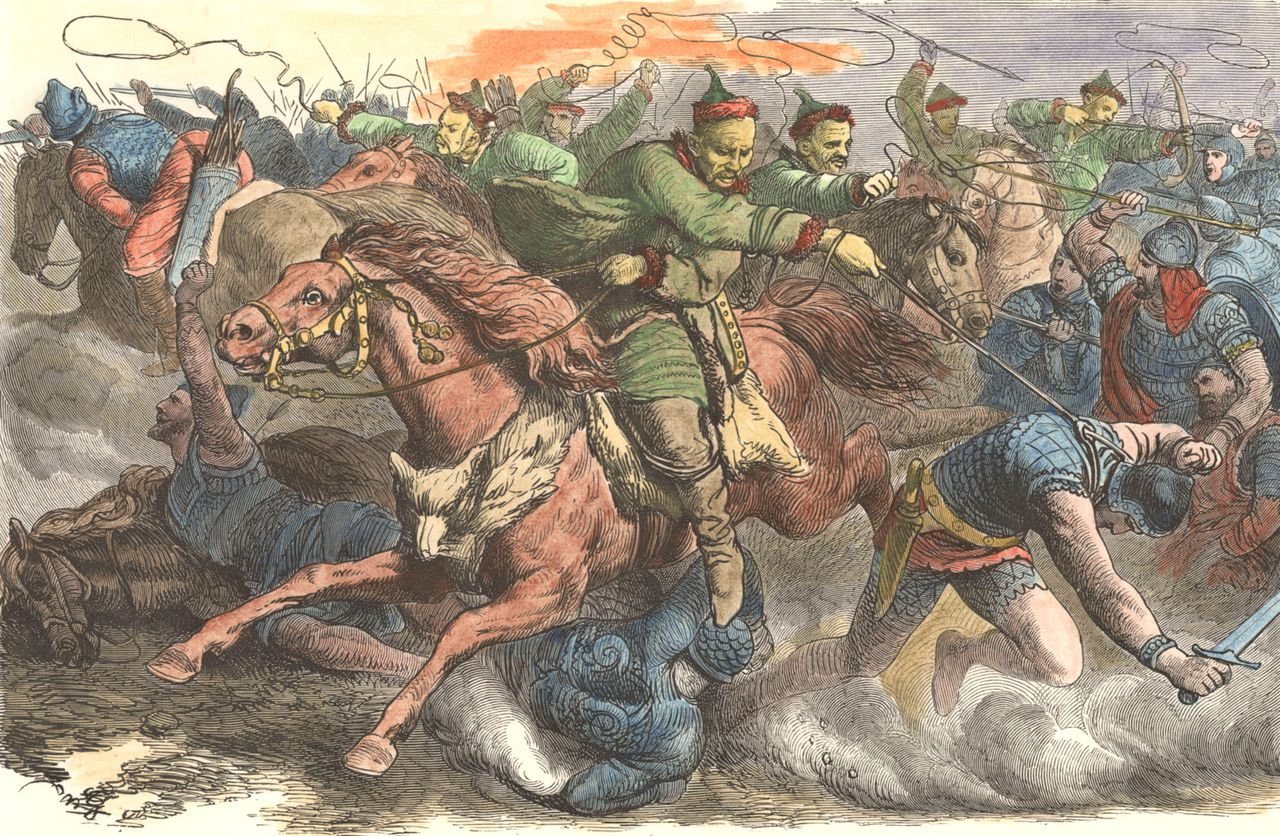
Gli Unni in battaglia contro gli Alani (illustrazione ottocentesca di Johann Nepomuk Geiger)

Addirittura, un principato unno che comprendeva i territori delimitati dai fiumi Talas e Tarim e dai Monti Altaj, arruolò come mercenari un gruppo di soldati capaci di combattere "uniti come le squame del pesce", in base a quanto scritto dalle cronache cinesi, nel 36 a.C., provenienti dalle regioni orientali di confine del Regno dei Parti: ci sono fondati indizi che tali mercenari furono legionari romani presi prigionieri dai Parti tra il 53 a.C. (disfatta di Crasso a Carre) ed il 36 a.C. (disfatta di Marco Antonio). Se effettivamente la situazione stesse in questi termini, legionari romani, in seguito catturati dai cinesi, avrebbero combattuto per gli avi di coloro che furono i protagonisti della caduta dell'Impero romano d'Occidente mezzo millennio più tardi. Comunque, l'identificazione degli Unni (xiongren in mandarino moderno) con tale gruppo nomade è carente di prove.
Si diceva che dove passassero gli Unni non crescesse più l'erba. Questo fa bene intendere quali fossero le devastazioni arrecate dalle loro scorrerie.
Da quando Joseph de Guignes nel XVIII secolo ha identificato gli Unni con gli Xiongnu, il dibattito sulla loro origine si è acceso. L'identificazione tra Unni e Xiongnu, seppur affascinante, non è comprovata con prove certe, e tra l'altro, se vi sono delle analogie tra le due popolazioni, vi sono anche notevoli differenze:
- Gli Unni e gli Xiongnu avevano un'organizzazione politica completamente differente: gli Unni nel IV secolo avevano molti re, i due gruppi di Xiongnu avevano invece un unico capo, lo Shan-Yu.
- Anche il modo di legare i capelli era differente: gli Xiongnu legavano i capelli in una coda di cavallo, a differenza degli Unni.
- Inoltre il rinvenimento di artefatti bronzei Xiongnu del deserto Ordos in Mongolia ha permesso agli studiosi di constatare come i reperti archeologici attribuibili agli Xiongnu siano del tutto diversi a quelli Unni, come constatato da uno dei più autorevoli studiosi degli Unni, Otto Maenchen-Helfen, il quale ha concluso:

- Sono stati rinvenuti inoltre ulteriori reperti archeologici a Ivolga in Russia nel 1996, che confermano le notevoli differenze tra Xiongnu e Unni, confermando la tesi di Maenchen-Helfen sulla non corrispondenza tra i due popoli.

Secondo una congettura di Christopher Kelly, per niente affatto convinto della corrispondenza tra Unni e Xiongnu, gli Unni potrebbero provenire dalle steppe dell'odierno Kazakistan, zona dal clima gelido e dai venti molto intensi.
La stirpe mongolide degli Unni viene messa in dubbio anche da altri studiosi:
È tuttavia legittimo chiedersi da dove mosse, come ultima sede, il popolo che travolse Alani e Goti.
La "fase formativa" degli Unni sembra fosse avvenuta in un'area collocabile tra il lago d'Aral e il Mar Caspio; poi essi avrebbero aggirato il Caspio a settentrione restando a nord della catena del Caucaso per occupare un immenso territorio fino alla palude Meotide intorno al Mar d'Azov, ricordata anche da Ammiano Marcellino (Res gestae, XXXI, 2)" (tratto da: Silvia Blason Scarel, Attila e gli Unni, Catalogo mostra itinerante, Gruppo archeologico aquileiese, L'Erma di Bretschneider, 1995, p. 16-17)»
Recenti ricerche hanno mostrato che nessuna delle grandi confederazioni di guerrieri della steppa era etnicamente pura e, a rendere le cose più difficili, diversi clan affermavano di essere Unni basandosi semplicemente sul prestigio del loro nome; o era attribuito da estranei che li descrivevano con comuni caratteristiche, presunti luoghi d'origine o reputazione. Sebbene sia molto difficile risalire ad un luogo di origine degli Unni, sembra che all'inizio il nome designasse un prestigioso gruppo di guerrieri della steppa la cui origine etnica è sconosciuta.
Gli Unni non devono essere confusi con gli Aparni ("Unni Bianchi") di Procopio, in quanto si tratta di un ramo culturale e fisico completamente diverso, né con i Chioniti (gli Unni rossi, probabilmente i Kian-yun dei cinesi) che comparvero sulla scena in Transoxiana nel 320, guidati dal re Kidara.

### Etimologia
Il nome "Unni" è attestato nelle fonti classiche europee con il greco Οὖννοι (Ounnoi) e latino Hunni o Chuni. John Malalas registra il loro nome come Οὖννα (Ounna). Un'altra possibile variante greca potrebbe essere Χοὖνοι (Khounoi), sebbene l'identificazione di questo gruppo con gli Unni sia contestata. Le fonti classiche usano spesso anche i nomi di nomadi della steppa più antichi e non imparentati invece del nome Unni, chiamandoli Massagetae, Sciti e Cimmeri, tra gli altri nomi.
L'etimologia di "Unni" non è chiara. Varie etimologie proposte generalmente presuppongono almeno che i nomi dei vari gruppi eurasiatici conosciuti come Unni siano correlati. Sono state proposte numerose etimologie turche, che fanno derivare il nome variamente dal turco ön, öna (crescere), qun (ghiottone), kün, gün, un suffisso plurale «che presumibilmente significa 'popolo'», qun (forza), e hün (feroce). Maenchen-Helfen respinge tutte queste etimologie turche come "semplici supposizioni" e propone un'etimologia iraniana, da una parola simile a hūnarā (abilità), hūnaravant (abile). Egli suggerisce che in origine il termine potrebbe aver designato un rango piuttosto che un'etnia. Robert Werner ha avanzato un'etimologia dal tocario ku (cane), suggerendo - come i cinesi chiamavano i cani Xiongnu - che il cane fosse l'animale totem della tribù degli Unni. Confronta anche il nome Massagetae, notando che l'elemento saka in quel nome significa cane. Altri come Harold Bailey, S. Parlato e Jamsheed Choksy hanno sostenuto che il nome deriva da una parola iraniana simile: Ẋyaona, ed era un termine generalizzato che significa "ostili, oppositori". Christopher Atwood respinge questa possibilità su basi fonologiche e cronologiche. Pur non arrivando ad un'etimologia di per sé, Atwood fa derivare il nome dal fiume Ongi in Mongolia, che era pronunciato uguale o simile al nome Xiongnu, e suggerisce che originariamente fosse un nome dinastico piuttosto che un nome etnico.

## Cultura
Gli Unni erano un popolo bellicoso, probabilmente di origine mongola, sebbene la loro identificazione con gli Hsiung-Nu non sia certa. Lo storico romano Ammiano Marcellino, scrivendo intorno al 390, in una digressione della sua opera dipinge gli Unni come un popolo rozzo e incivile:
(Ammiano, XXXI,2.)
La descrizione di Ammiano, secondo lo storico revisionista Christopher Kelly non è del tutto attendibile, in quanto influenzata dal topos letterario della contrapposizione tra lo straniero percepito come "rozzo" e "incivile" e i "civilizzati" Romani. A detta dello storico australiano, tutti i popoli al di fuori del confine romano, erano considerati razze inferiori e senza leggi, e venivano caratterizzati dunque come brutali, disonesti, irrazionali, feroci, incolti, senza una buona forma di governo o una vera religione. Inoltre la descrizione di Ammiano è influenzata dai suoi modelli letterari (in primis Erodoto quando descrive gli Sciti), ed è improbabile, secondo il suddetto storico, che Ammiano abbia mai fatto personalmente conoscenza con un unno, a differenza dello storico del V secolo Prisco di Panion che visitò la corte di Attila e fa una descrizione più attendibile e positiva, e meno stereotipata degli Unni. Evidenti errori nella descrizione di Ammiano sono ad esempio l'affermazione che vivessero sempre sui carri, perché, come attesta ad esempio Prisco, essi facevano uso delle tende, oppure l'affermazione secondo cui gli Unni non avevano "bisogno né di fuoco né di cibi conditi": rinvenimenti archeologici attestano infatti l'uso da parte degli Unni di calderoni di rame per cucinare e cuocere la carne. Ciò, comunque, non vuol dire che la descrizione di Ammiano non contenga informazioni vere: la descrizione degli Unni come "stranamente brutti e curvi" e dunque deformi potrebbe essere motivata dalla loro usanza di appiattirsi artificialmente la zona frontale del cranio; oppure l'affermazione secondo cui non si cambiassero le vesti e non le lavassero potrebbe avere qualche fondamento per analogia con i Mongoli di Gengis Khan, che imponeva ai suoi di non levarsi i propri indumenti e di non lavarli finché non fossero consunti.
Non si conosce quasi nulla della lingua unna, di essa sono oggi pervenuti solo alcuni nomi di persona e pochissimi vocaboli. L'ipotesi più accettata è che si trattasse di una lingua altaica ma sono state avanzate, soprattutto nel passato, diverse altre teorie che la vorrebbero vicina al moderno ungherese o addirittura alle lingue iraniche.

### Arte e cultura materiale
Ci sono due fonti per la cultura materiale e l'arte degli Unni: antiche descrizioni e reperti archeologici. Sfortunatamente, la natura nomade della società unna ha portato a un lasciato molto scarso nella documentazione archeologica. Infatti, sebbene una grande quantità di materiale archeologico sia stata portata alla luce dal 1945, a partire dal 2005 c'erano solo 200 sepolture unniche identificate positivamente da cui sono state ricavate oggetti di cultura materiale unna. Quindi può essere difficile distinguere i reperti archeologici unni da quelli dei Sarmati, poiché entrambi i popoli vivevano nelle immediate vicinanze e sembrano aver avuto culture materiali molto simili. Quindi alcuni storici avvertono che è difficile assegnare etnicamente alcun artefatto agli Unni. È anche possibile che gli Unni in Europa abbiano adottato la cultura materiale dei loro sudditi germanici. Le descrizioni romane degli Unni, nel frattempo, sono spesso molto distorte, sottolineando la loro presunta primitività.

#### Calderoni sacrali

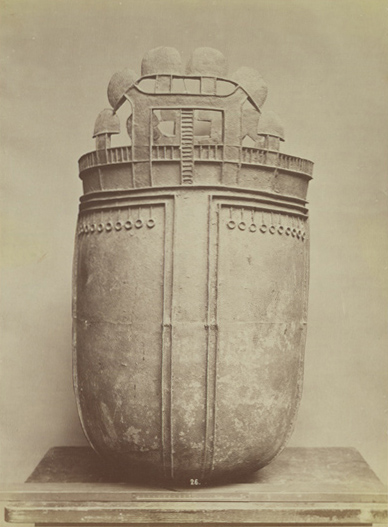
Calderone Unno

I reperti archeologici hanno portato alla luce un gran numero di calderoni che dal lavoro di Paul Reinecke nel 1896 sono stati identificati come prodotti dagli Unni. Sebbene tipicamente descritti come "calderoni bronzei", i calderoni sono spesso fatti di rame, che è generalmente di scarsa qualità. L'archeologo Maenchen-Helfen elenca 19 reperti noti di calderoni unni provenienti da tutto il Centro e l'oriente Europeo e dalla Siberia occidentale. Egli sostiene dallo stato delle fusioni in bronzo che gli Unni non erano fabbri molto abili, e che è probabile che i calderoni fossero gettati negli stessi luoghi in cui sono stati trovati. Sono di varie forme e talvolta si trovano insieme a vasi di origine varia. Maenchen-Helfen sostiene che i calderoni erano recipienti per cuocere la carne, ma che il fatto che molti si trovino depositati vicino all'acqua e generalmente non siano stati sepolti con individui può indicare anche un loro uso sacrale. I calderoni sembrano derivare da quelli usato dagli Xiongnu. Ammiano riferisce anche che gli Unni avevano spade di ferro. Thompson è scettico sul fatto che gli Unni siano riusciti a fondere il ferro da soli, ma Maenchen-Helfen sostiene che "l'idea che i cavalieri unni si siano fatti strada verso le mura di Costantinopoli e verso il Marne con spade barattate e catturate è assurdo."

#### Gioielleria e altri oggetti di uso comune

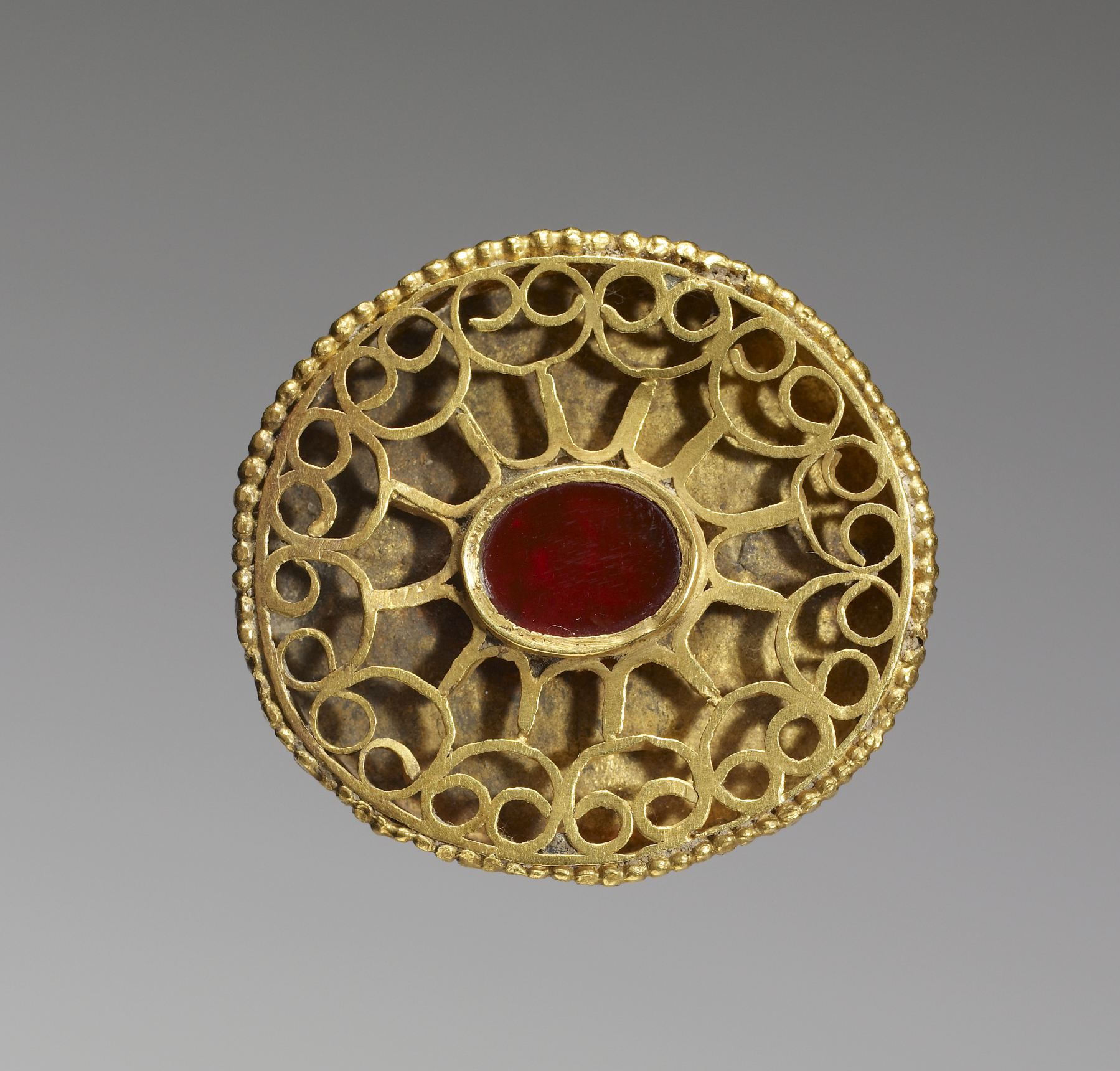
Fibula ovale degli Unni traforata con corniola e decorata con un motivo geometrico di filo d'oro, IV secolo, Walters Art Museum

Sia le fonti antiche che i reperti archeologici provenienti dalle tombe confermano che gli Unni indossavano molti diademi, riccamente decorati, dorati o placcati in oro. Maenchen-Helfen elenca un totale di sei diademi unni noti. Sembra che anche le donne unne abbiano indossato collane e braccialetti di perline di vari materiali per lo più importate. E addirittura si pensa che la pratica comune altomedievale di decorare gioielli e armi con pietre preziose sembra aver avuto origine con gli Unni. Sono anche noti per aver realizzato piccoli specchi di un tipo originariamente cinese, che spesso sembra essere stato intenzionalmente rotto quando collocato in una tomba.

#### Indumenti

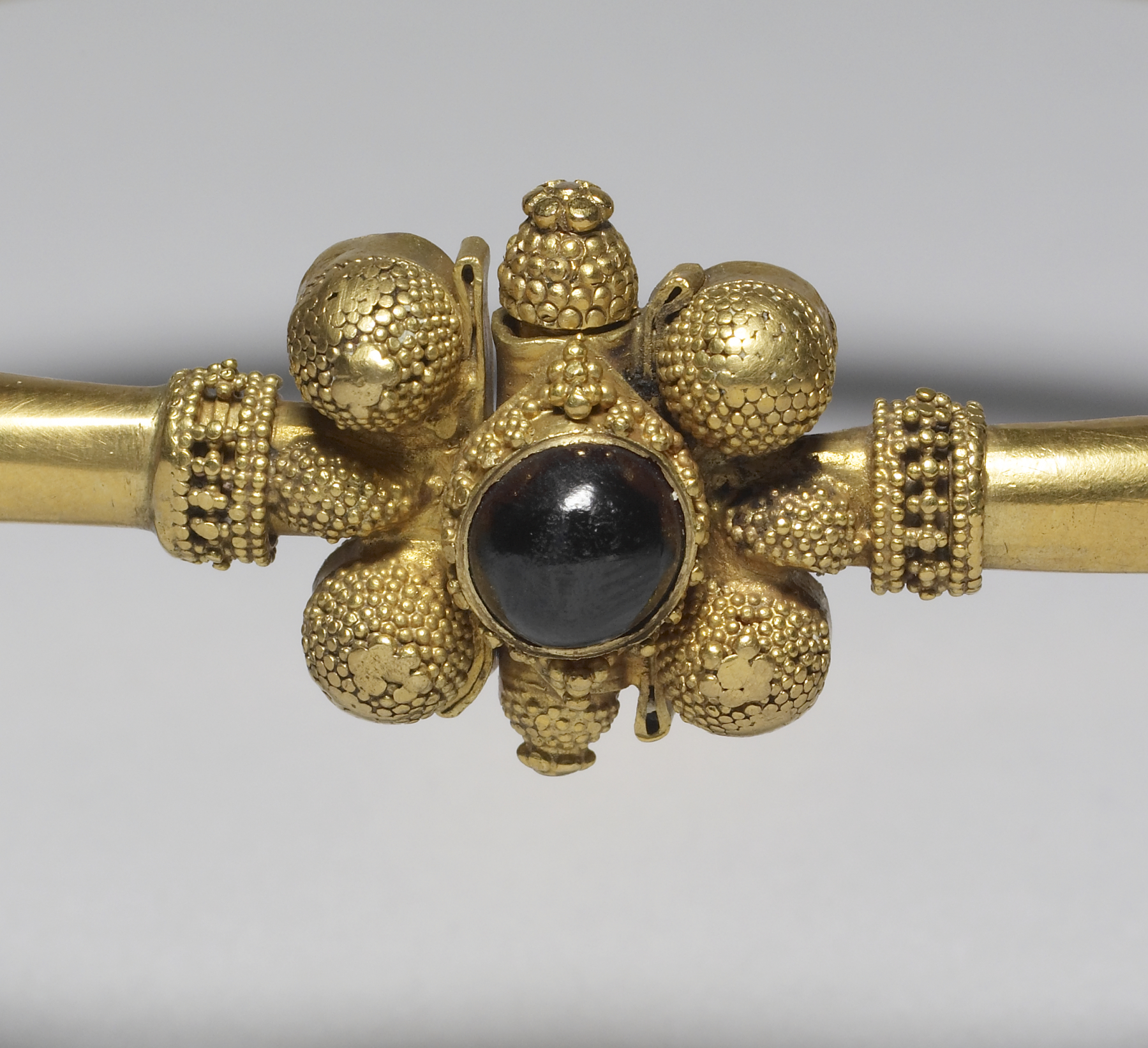
Bracciale Unno - del V secolo - Dettaglio frontale

Buone descrizioni degli abiti degli Unni sono note grazie alle sepolture nell'Asia centrale. Indossavano probabilmente i Khalat, che mancano nelle fonti greco-romane. Lo storico bizantino Prisco riferisce di aver visto un mercante greco che scambiò per un Unno perché indossava abiti "sciti"; questo sembra dimostrare che gli Unni indossavano un abito distinto che faceva parte della loro identificazione etnica. Ammiano riferisce che gli Unni indossavano abiti di lino o pellicce di topi e gambali di pelle di capra, che non lavavano. Sebbene l'uso di pellicce e lino possa essere accurato, la descrizione degli Unni con pelli di animali sporche e con addosso pelli di topo è chiaramente derivata da stereotipi e topoi negativi sui barbari primitivi. Prisco menziona anche l'uso di varie pellicce di animali rare e costose, e menziona le ancelle della regina Kreka di Attila che tessono biancheria decorativa.
Utilizzando reperti dal moderno Kazakistan, l'archeologo Joachim Werner ha descritto l'abbigliamento unno come probabilmente costituito da grembiuli lunghi fino al ginocchio e con maniche (il khalat appunto), che a volte erano fatti di seta, così come pantaloni e stivali di pelle. Sia San Girolamo che Ammiano descrivono gli Unni come indossanti un berretto rotondo, probabilmente fatto di feltro, molto simile al berretto frigio.
(San Girolamo, Epistulae LXIV, 13)
Poiché l'abbigliamento nomade non aveva bisogno di spille, l'assenza di questo oggetto altrimenti comune in alcune sepolture barbariche potrebbe indicare un'influenza culturale unna. Secondo Maenchen-Helfen, le scarpe degli Unni erano probabilmente realizzate in pelle di pecora. La statuetta di Bántapuszta indossa stivali alti e voluminosi collegati alla cotta di maglia del guerriero tramite cinghie, del tipo descritto anche da Prisco.

#### Abitazioni
Ammiano riferisce che gli Unni non avevano edifici, ma menziona di sfuggita come essi possedessero tende e carri. Maenchen-Helfen crede che gli Unni avessero probabilmente "tende di feltro e pelle di pecora": Prisco, una volta, menziona la tenda di Attila, e Giordane riferisce che Attila giaceva in una tenda di seta. Tuttavia è noto come, verso la metà del V secondo, gli Unni possedevano anche case di legno permanenti, che Maenchen-Helfen ritiene siano state costruite dai loro sudditi goti.

### Religione
Non si sa quasi nulla della religione degli Unni. Ammiano Marcellino sostenne che gli Unni non avevano religione, mentre lo scrittore cristiano del V secolo Salviano li classificò come Pagani. La Getica di Giordane riporta anche che gli Unni adoravano "la spada di Marte", un'antica spada che significava il diritto di Attila di governare il mondo intero. Maenchen-Helfen nota un diffuso culto di un dio della guerra sotto forma di spada tra i popoli della steppa, inclusi gli Xiongnu. Denis Sinor, tuttavia, ritiene che il culto di una spada tra gli Unni sia apocrifo. Maenchen-Helfen sostiene anche che, mentre gli Unni stessi non sembrano aver considerato Attila divino, alcuni dei suoi sudditi lo facevano chiaramente. La credenza in profezie e divinazione è attestata anche tra gli Unni. Maenchen-Helfen sostiene che a eseguire questi atti di veggenza e divinazione fossero probabilmente gli sciamani. Anche il linguista Dennis Sinor ritiene probabile che gli Unni si rivolgessero a degli sciamani, sebbene ciò non sia del tutto attestato. Maenchen-Helfen deduce anche una credenza in spiriti acquatici da un'usanza menzionata in Ammiano. Suggerisce inoltre che gli Unni potrebbero aver realizzato piccoli idoli di metallo, legno o pietra, attestati anche tra altre tribù della steppa, e riporta  una fonte bizantina che attestava gli Unni in Crimea nel VI secolo. Egli collega altresì reperti archeologici di calderoni di bronzo unni trovati sepolti vicino o in corsi d’acqua a possibili rituali eseguiti dagli Unni in primavera.

#### Tengri

Un simbolo usato dai tengristi, che rappresenta la struttura dell'universo, il dio Tengri, l'apertura del tetto di una yurta e il tamburo di uno sciamano.

John Man sostiene che gli Unni del tempo di Attila probabilmente adoravano il cielo e la divinità della steppa Tengri, che è anche attestata come adorata dagli Xiongnu. Maenchen-Helfen suggerisce anche la possibilità che gli Unni di questo periodo possano aver adorato Tengri, ma osserva che il dio non è attestato nei documenti europei fino al IX secolo. Il culto di Tengri sotto il nome di "T'angri Khan" è attestato tra gli Unni del Caucaso del nord nella cronaca armena attribuita a Movses Dasxuranci durante il tardo VII secolo. Movses registra anche che gli Unni del Caucaso adoravano gli alberi e bruciavano cavalli in sacrificio a Tengri, e che "facevano sacrifici al fuoco e all'acqua e ad alcuni dei delle strade, e alla luna e a tutte le creature considerate nel loro occhi per essere in qualche modo notevoli." Esistono inoltre prove di sacrifici umani tra gli Unni europei. Maenchen-Helfen sostiene che esseri umani sembrano essere stati sacrificati durante il rito funerario di Attila, registrato in Giordania sotto il nome di strava. Prisco afferma che gli Unni sacrificarono i loro prigionieri "alla vittoria" dopo essere entrati in Scizia, ma questo non è altrimenti attestato come un'usanza unna e potrebbe essere una finzione.

#### Altre religioni
Oltre a queste credenze pagane, ci sono numerose attestazioni di Unni convertiti al cristianesimo e che ricevettero missionari cristiani. L'attività missionaria tra gli Unni del Caucaso sembra aver avuto particolare successo, con la conversione del principe unno Alp Ilteber. Attila nel suo impero sembra aver tollerato sia il Cristianesimo niceno che il Cristianesimo ariano tra i suoi sudditi. Tuttavia, una lettera pastorale di Papa Leone Magno alla chiesa di Aquileia indica che gli schiavi cristiani prelevati da lì dagli Unni nel 452 furono costretti a partecipare alle attività religiose degli Unni.

### Matrimonio e ruolo delle donne
Le élite dominanti degli Unni praticavano la poligamia, mentre i cittadini comuni erano probabilmente monogami. Ammiano Marcellino sosteneva che le donne unne vivevano in isolamento, tuttavia il resoconto di prima mano di Prisco le mostra muoversi liberamente e mescolarsi agli uomini. Prisco descrive le donne unne che sciamano intorno ad Attila mentre entrava in un villaggio, così come la moglie del ministro di Attila Onegesio che offre al re cibo e bevande con i suoi servi. Prisco è stato in grado di entrare nella tenda della principale moglie di Attila, Hereka, senza difficoltà.
Prisco attesta anche che la vedova di Bleda, fratello di Attila, era al comando di un villaggio attraversato dagli ambasciatori romani: il suo territorio potrebbe aver incluso un'area più ampia, ed era noto per aver avuto leader tribali donne. Prisco sostiene, inoltre, che gli Unni probabilmente tenevano le vedove in grande rispetto. A causa della natura pastorale dell'economia degli Unni, le donne probabilmente esercitavano un grande grado di autorità sulla famiglia.

### Lacrime di "Sangue" e deformazione cranica
Giordane scrisse che gli Unni "si procuravano ferite sulle guance come segno di lutto per i guerrieri più valorosi, piangendoli non con lacrime di donne ma con il sangue degli uomini". Inoltre gli Unni praticavano la deformazione cranica, allungandosi le teste probabilmente a imitazione dei nomadi sarmati di origine indoiranica. La deformazione cranica fu una pratica molto comune nel corso della storia. Il procedimento veniva applicato sin dalla più tenera infanzia e consisteva nello stringere la testa del bambino con un bendaggio, approfittando del fatto che a quell'età il cranio era ancora molle e in crescita. Nel caso di alcuni popoli, questa pratica serviva a indicare che il ragazzo era destinato al sacerdozio, ma nel caso degli Unni se ne ignora il significato. 

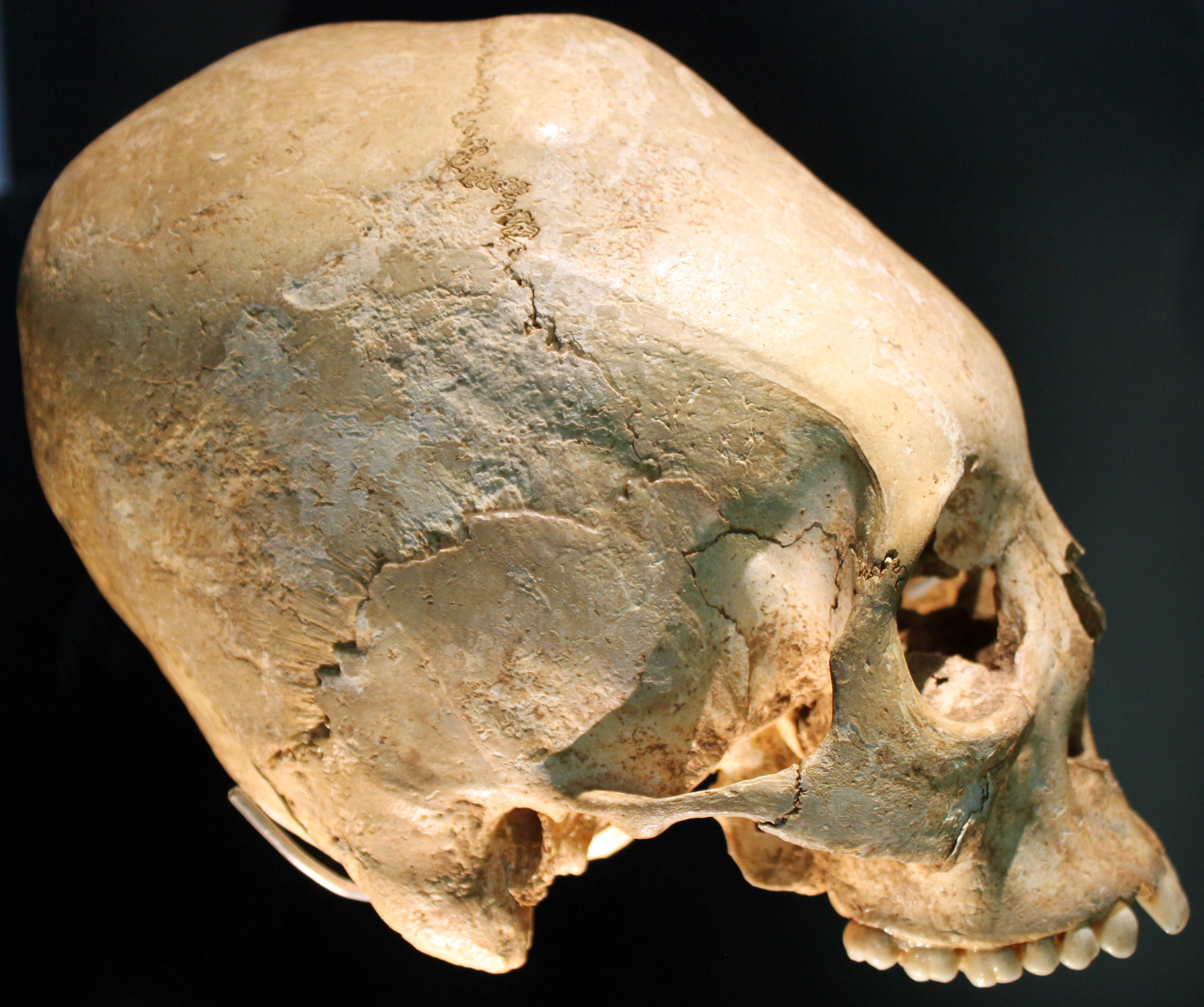
Cranio di donna alamannica di 30-40 anni dei primi del VI secolo; esposto al Württembergisches Landesmuseum, Stoccarda, Germania. Il cranio si presenta deformato artificialmente, a dimostrazione della diffusione di questa pratica originaria prima dai Sarmati e poi in seguito dagli Unni (da cui gli Alemanni furono influenzati).

Le scoperte archeologiche dimostrano che gli Unni fasciavano le teste di alcuni bambini, che nella vita adulta continuavano, naturalmente, ad avere la testa deformata. Per questa ragione, è sorprendente che nessuna fonte greco-romana menzioni il fenomeno; ma forse, come suggerisce lo storico John Man, "gli uomini con la testa allungata costituivano un'élite" con l'obiettivo di «creare una chiara distinzione fisica tra la nobiltà e la plebe». Questa pratica non venne solo ed esclusivamente applicata dagli Unni ma anche dalle varie tribù germaniche sotto la loro influenza.

## Organizzazione militare degli unni

### Tattiche e strategie
I metodi di guerra degli Unni nel loro insieme non sono ben documentati. Una delle principali fonti di informazioni sul metodo bellico degli Unni proviene dallo storico romano Ammiano Marcellino, che include una descrizione estesa dei metodi di guerra degli Unni:
(Storie di Ammiano Marcellino, 31.2.8–9 (p. 385).)
Basandosi sulla descrizione di Ammiano, Maenchen-Helfen sostiene che le tattiche degli Unni non differivano notevolmente da quelle usate da altri arcieri nomadi a cavallo. Egli sostiene che le "schiere a forma di cuneo" (cunei) menzionate da Ammiano erano probabilmente divisioni organizzate da clan e famiglie tribali, i cui capi potrebbero essere stati chiamati cur. Questo titolo sarebbe stato quindi ereditato man mano che veniva tramandato al clan. Come Ammiano, anche lo scrittore del VI secolo Zosimo sottolinea l'uso quasi esclusivo degli arcieri a cavallo da parte degli Unni e la loro estrema rapidità e mobilità. Queste qualità differivano dagli altri guerrieri nomadi in Europa in quel momento: i Sarmati, per esempio, facevano affidamento su catafratti pesantemente corazzati armati di lance. L'uso da parte degli Unni di terribili grida di guerra si ritrova anche in altre fonti. Tuttavia, alcune affermazioni di Ammiano sono state contestate dagli studiosi moderni. In particolare, mentre Ammiano afferma che gli Unni non conoscevano la lavorazione dei metalli, Maenchen-Helfen sostiene che un popolo così primitivo non avrebbe mai potuto avere successo nella guerra contro i romani.
Gli eserciti unni facevano affidamento sulla loro elevata mobilità e «un accorto senso di quando attaccare e quando ritirarsi». Un'importante strategia usata dagli Unni consisteva nella finta ritirata, ossia nell’inscenare una finzione di fuga per poi voltarsi e attaccare il nemico disordinato. Ne parlano gli scrittori Zosimo e Agazia. Tuttavia, non furono sempre efficaci nella battaglia campale, subendo la sconfitta a Tolosa nel 439, vincendo a malapena nella battaglia dell'Utus nel 447, probabilmente perdendo o in stallo nella battaglia dei campi catalauni nel 451, e perdendo nella battaglia di Nedao (454?). Christopher Kelly sostiene che Attila cercò di evitare "per quanto possibile, un impegno su larga scala con l'esercito romano". La guerra e la minaccia della guerra erano strumenti frequentemente usati per estorcere Roma; gli Unni si affidavano spesso ai traditori locali per evitare perdite. I resoconti delle battaglie notano che gli Unni fortificarono i loro accampamenti usando recinzioni mobili o creando dei cerchi di carri.
Lo stile di vita nomade degli Unni incoraggiava caratteristiche come l'eccellente abilità nell'equitazione, mentre gli Unni si addestravano alla guerra con la caccia frequente. Diversi studiosi hanno suggerito che gli Unni avessero difficoltà a mantenere la loro cavalleria e lo stile di vita nomade dopo essersi stabiliti nella pianura ungherese, e che questo a sua volta ha portato a una marcata diminuzione della loro efficacia come combattenti.
Gli Unni sono quasi sempre noti come combattenti al fianco di popoli non unni, come germani o iranici o, in tempi precedenti, alleati.[215] Come nota Heather, "la macchina militare degli Unni crebbe, e crebbe molto rapidamente, incorporando un numero sempre maggiore di Germani dell'Europa centrale e orientale". Nella battaglia dei Campi Catalaunici, Giordane notò che Attila aveva posto i suoi sudditi nelle ali dell'esercito, mentre gli Unni avevano il centro.
Una delle principali fonti di informazioni sulla guerra delle steppe dal tempo degli Unni proviene dallo Strategikon del VI secolo, che descrive la guerra di "Trattare con gli Sciti, cioè Avari, Turchi e altri il cui stile di vita ricorda quello dei popoli unni". Lo Strategikon descrive gli Avari e gli Unni come subdoli e molto esperti in materia militare. Si descrive come entrambi i popoli preferiscano sconfiggere i loro nemici con l'inganno, gli attacchi a sorpresa e il taglio dei rifornimenti. Gli Unni portavano un gran numero di cavalli da usare come sostituti e per dare l'impressione di poter contare su un esercito più grande. I popoli degli Unni non costruivano un campo trincerato, ma si spargevano nei pascoli divisi per clan, e custodivano i cavalli necessari finché non fosse stato necessario iniziare a formare la linea di battaglia con la copertura del primo mattino. Lo Strategikon afferma che gli Unni disponevano anche sentinelle a distanze significative e in costante contatto tra loro per prevenire attacchi a sorpresa.
Secondo lo Strategikon, gli Unni non formavano una linea di battaglia usando il metodo usato dai romani e dai persiani, ma si disponevano in divisioni di dimensioni irregolari, in un'unica linea e mantenendo una contingente militare separato e nascosto nelle vicinanze per imboscate e come riserva. Lo Strategikon afferma anche che gli Unni usavano formazioni profonde con un fronte denso e uniforme. Lo Strategikon afferma che gli Unni tenevano i loro cavalli di scorta e le salmerie su entrambi i lati della linea di battaglia a circa un miglio di distanza, con una guardia di dimensioni moderate, e talvolta legavano insieme i loro cavalli di riserva dietro la linea di battaglia principale. Gli Unni preferivano combattere a lungo raggio, utilizzando l'imboscata, l'accerchiamento e la finta ritirata. Lo Strategikon annota anche le formazioni a forma di cuneo menzionate da Ammiano e confermate come reggimenti familiari da Maenchen-Helfen. Lo Strategikon afferma che gli Unni preferivano inseguire i loro nemici senza sosta dopo una vittoria e poi logorarli con un lungo assedio dopo la sconfitta.
Peter Heather nota che gli Unni furono in grado di assediare con successo città e fortezze fortificate nella loro campagna del 441: erano quindi in grado di costruire macchine d'assedio. Heather annota i molteplici percorsi possibili per l'acquisizione di questa conoscenza, suggerendo che potrebbe essere stata riportata dal servizio sotto Ezio, acquisita da ingegneri romani catturati, o sviluppata attraverso la necessità di fare pressione sulle ricche città stato della via della seta, e trasferita in Europa. Lo storico David Nicolle è d'accordo con quest'ultimo punto, e suggerisce persino che gli unni avessero una serie completa di conoscenze ingegneristiche, comprese le abilità per la costruzione di fortificazioni avanzate, come la fortezza di Igdui-Kala in Kazakistan.

### Equipaggiamento militare
Lo Strategikon afferma che gli Unni usavano tipicamente la cotta di maglia, spade, archi e lance e che la maggior parte dei guerrieri unni erano armati sia di arco che di lancia e li usavano in modo intercambiabile secondo necessità. Dichiara inoltre che gli Unni usavano del lino trapuntato, lana o talvolta bardature di ferro per i loro cavalli e indossavano anche cuffie e caftani trapuntati. Questa valutazione è ampiamente più convalidata da reperti archeologici di equipaggiamento militare unno, come le sepolture Volnikovka e Brut.

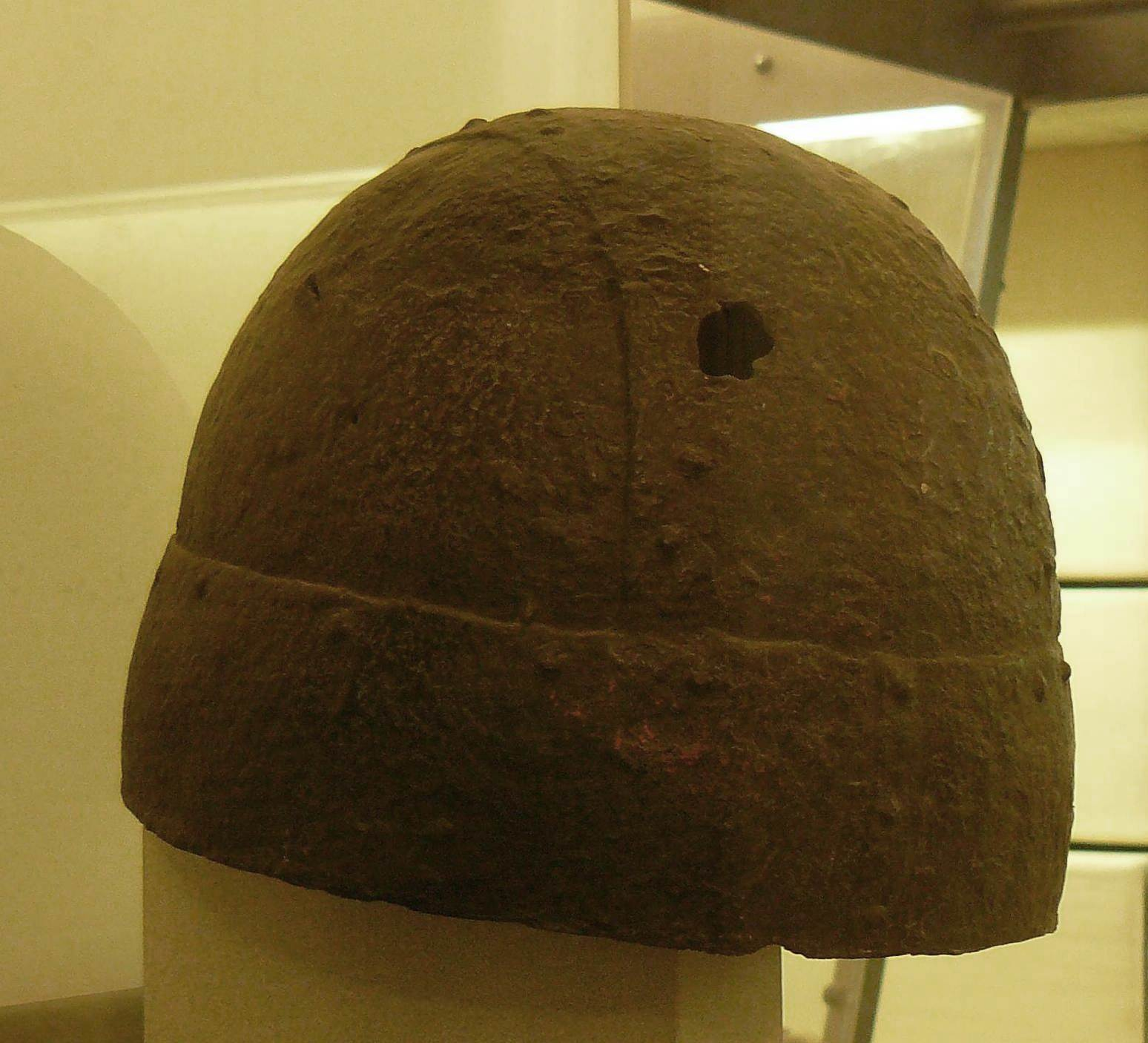
Bandhelm

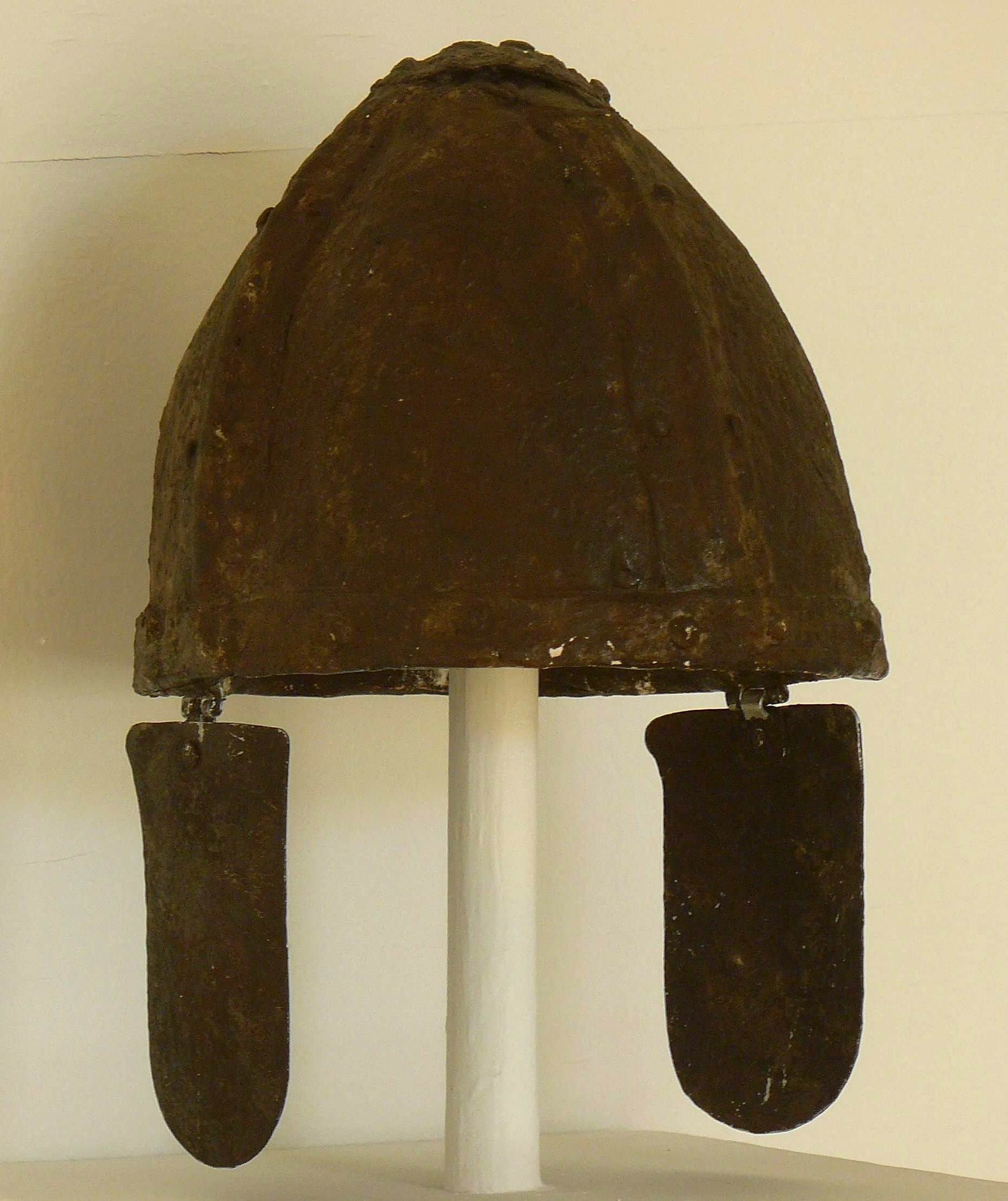
Spangenhelm in ferro da Sinj; datato nel periodo delle Invasioni barbariche - Museo della regione Cetinska Krajina - Sinj, Dalmazia (Croazia).

Un elmo tardo romano del tipo "Ridge Berkasovo" è stato trovato con una sepoltura unna a Concești. Un elmo unno del tipo Segmentehelm è stato trovato a Chudjasky, uno Spangenhelm unno nella tomba di Tarasovsky nel 1784 e un altro del tipo Bandhelm a Turaevo. Frammenti di elmi lamellari risalenti al periodo unno e all'interno della sfera unna sono stati trovati a Iatrus, Illichevka e Kalkhni. L'armatura lamellare degli unni non è stata trovata in Europa, sebbene due frammenti di probabile origine unna siano stati trovati nell'Ob superiore e nel Kazakistan occidentale risalenti al III-IV secolo. Un ritrovamento di lamelle datato intorno al 520 dal magazzino di Toprachioi nella fortezza di Halmyris vicino a Badabag, in Romania, suggerisce un'introduzione della fine del V o dell'inizio del VI secolo. È noto che gli Avari eurasiatici introdussero armature lamellari nell'esercito romano e nel popolo germanico dell'era della migrazione a metà del VI secolo, ma questo tipo successivo non appare prima di allora.

#### Archi e frecce

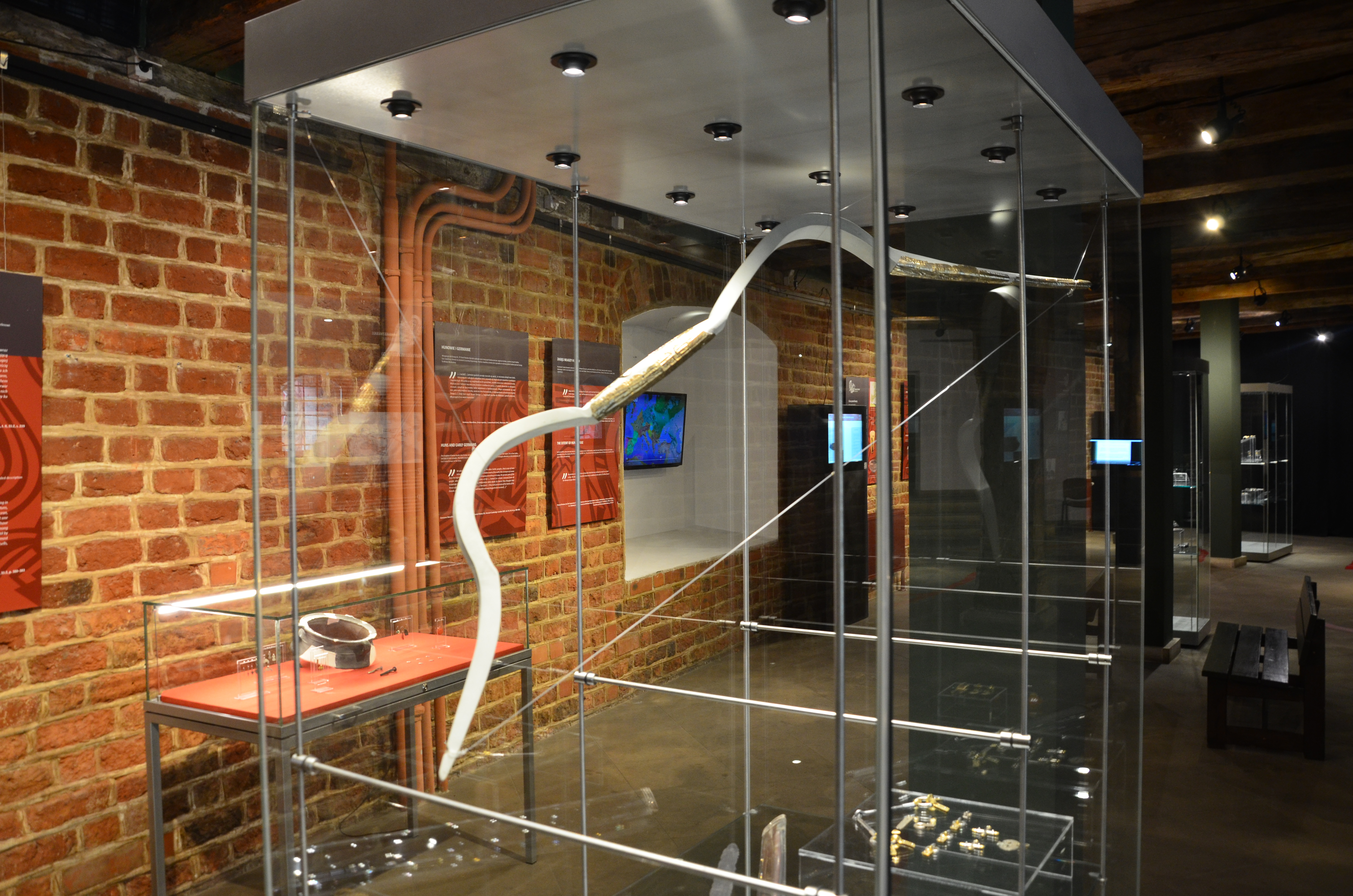
Un "arco unno" riflesso cerimoniale ricostruito da una lamina d'oro trovata in una sepoltura nomade a Jakuszowice, nella moderna Polonia.

Le antiche fonti romane sottolineano l'importanza dell'arco per gli Unni, di cui era l’arma principale. Essi usavano un arco composito o riflesso di quello che viene spesso chiamato di "tipo Unno", molto diffuso tra tutti i nomadi della steppa eurasiatica all'inizio del periodo che vide gli Unni prosperare. Tali archi misuravano tra 120 e 150 centimetri. Sono stati ritrovati ben pochi esemplari; in Europa, i pochi reperti sono raggruppati nella steppa del Ponto e nella regione del Medio Danubio. La rarità degli esemplari sopravvissuti rende difficile affermare con precisione i vantaggi di quest'arma. Si sa che tali archi erano di difficile costruzione e probabilmente erano oggetti di grande valore: erano infatti realizzati con legno flessibile, strisce di corno o osso e tendini di animali. L'osso utilizzato per rinforzare l'arco lo rendeva più resistente ma probabilmente meno potente. Le tombe di figure identificate come "principi" tra gli Unni sono state rinvenute con all’interno archi cerimoniali dorati, in un'ampia area dal Reno al Dnepr. Gli archi venivano sepolti posti sul petto del defunto.
Gli archi unni scagliavano frecce più grandi dei precedenti di "tipo scita" e, nella documentazione archeologica, la comparsa di punte di freccia trilobate in ferro è considerata un segno della loro diffusione. Ammiano, pur riconoscendo l'importanza degli archi unni, non appare ben informato al riguardo e sostiene, tra l'altro, che gli Unni usassero solo frecce con punta in osso.

#### Spade e altre armi

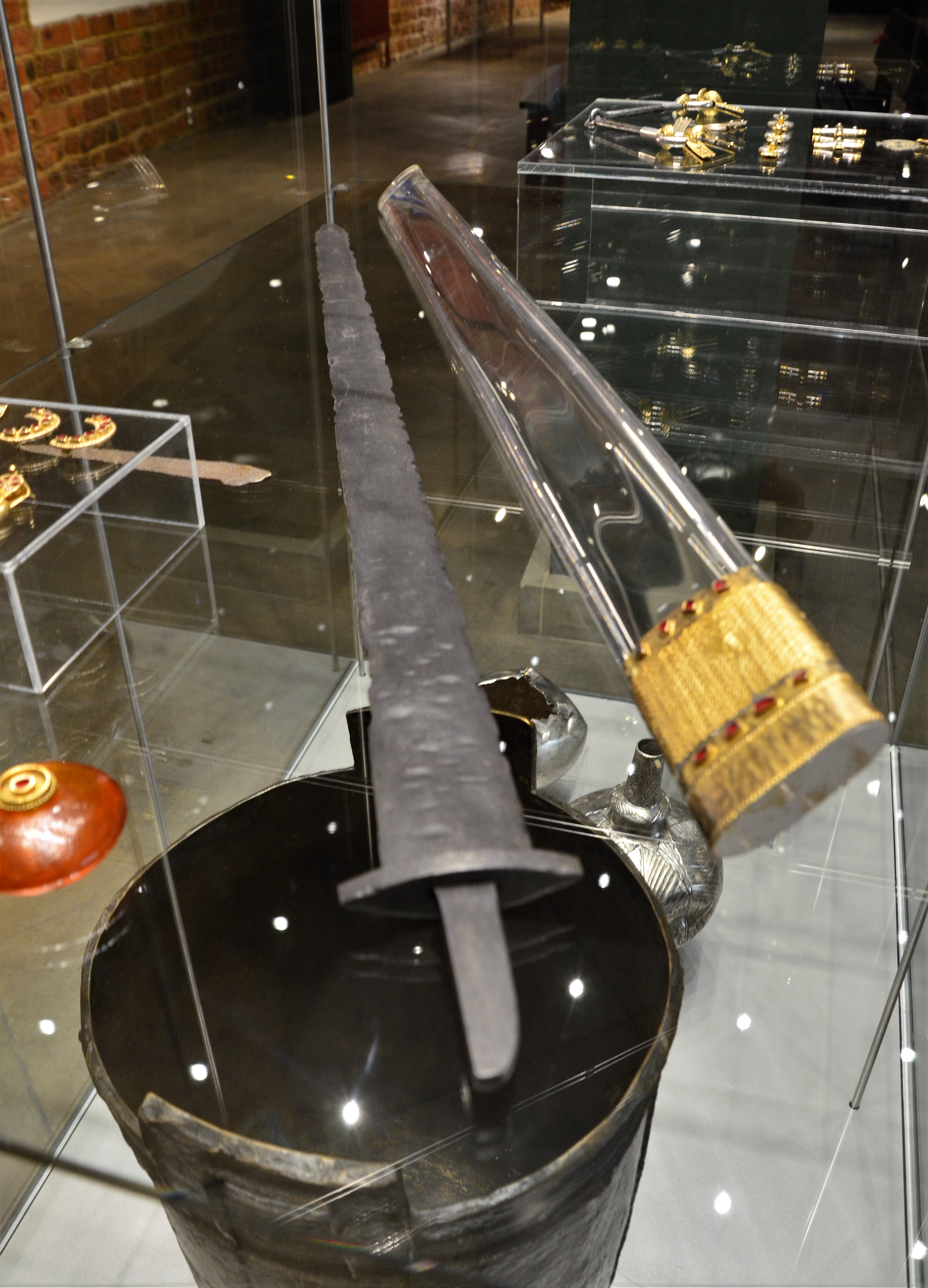
Una spada ritrovata in una tomba del periodo degli Unni proveniente da Jakuszowice nella moderna Polonia.

Ammiano riferisce che gli Unni usavano spade di ferro, e spade cerimoniali, pugnali e foderi decorati sono reperti frequenti nelle sepolture del periodo degli Unni. Inoltre, molte spade sono adornate con delle perle; questi elementi decorativi potrebbero aver avuto un significato religioso. A partire da Joachim Werner, gli archeologi hanno sostenuto che gli Unni potrebbero aver originato la moda di decorare le spade con cloisonné; tuttavia, Philip von Rummel sostiene che queste spade mostrano una forte influenza mediterranea, sono rare nel bacino dei Carpazi nel periodo contemporaneo agli Unni, e potrebbero essere state prodotte da officine bizantine.
Thompson è scettico sul fatto che gli Unni potessero fondere la ghisa da soli, ma Maenchen-Helfen sostiene che "[l]'idea che i cavalieri unni si facessero strada fino alle mura di Costantinopoli e alla Marna con spade barattate e catturate è assurda." Una spada caratteristica usata dagli Unni e dai loro popoli sudditi era la lunga seax a lama stretta. A partire dal lavoro di J. Werner negli anni '50, molti studiosi hanno ipotizzato che gli Unni potrebbero aver introdotto questo tipo di spada in Europa. Nelle versioni più antiche, queste spade sembrano essere armi più corte e da taglio. Gli Unni, insieme agli Alani e ai popoli germanici orientali, usavano anche un tipo di spada conosciuta come spatha germanica orientale o asiatica, una lunga spada di ferro a doppio taglio con una guardia incrociata di ferro. Queste spade sarebbero state usate per abbattere i nemici che erano già stati messi in fuga dalle raffiche di frecce degli Unni. Fonti romane menzionano anche i lacci di corda come armi usate a distanza ravvicinata per immobilizzare gli avversari.
Alcuni Unni o le popolazioni a loro sottomesse potrebbero anche aver portato lance pesanti, come attestato per alcuni mercenari unni nelle fonti romane.

## Storia
Ad inizio del II secolo Dionigi il Periegeta parla di un popolo, forse gli Unni, che viveva lungo il Mar Caspio. Successivamente Mosè di Corene nella sua Storia degli Armeni (Albania caucasica, all'incirca corrispondente con l'Armenia), indica gli "Hunni" come vicini dei Sarmati e prosegue descrivendo come catturarono la città di Balk (Kush in armeno) in un periodo tra il 194 e il 214, spiegando perché i greci chiamavano quella città Hunuk. Senza la presenza degli Xiongnu, la Cina visse un secolo di pace, interrotto quindi dalla famiglia Liu di Unni Tiefu che tentò di ristabilire la sua presenza nella Cina occidentale. In Occidente, i Romani invitarono gli Unni ad ovest dell'Ucraina, alla colonizzazione della Pannonia nel 361 e 372, sotto il governo del loro capo Balimir, così che essi sconfissero gli Alani. In Oriente invece, all'inizio del V secolo, Tiefu Xia è l'ultima dinastia degli Unni nella Cina orientale, mentre sono presenti gli Alchon e gli Hunas in Afghanistan e Pakistan. Da qui in poi, decifrare la storia degli Unni e dei loro successori diventa più semplice per via degli eventi relativamente bene documentati da fonti bizantine, armene, iraniane, indiane e cinesi. Fino al VI secolo è sopravvissuto il principato unno di Yue-Pan in Asia centrale nell'orbita Sogdiana.

### Gli Unni in Europa

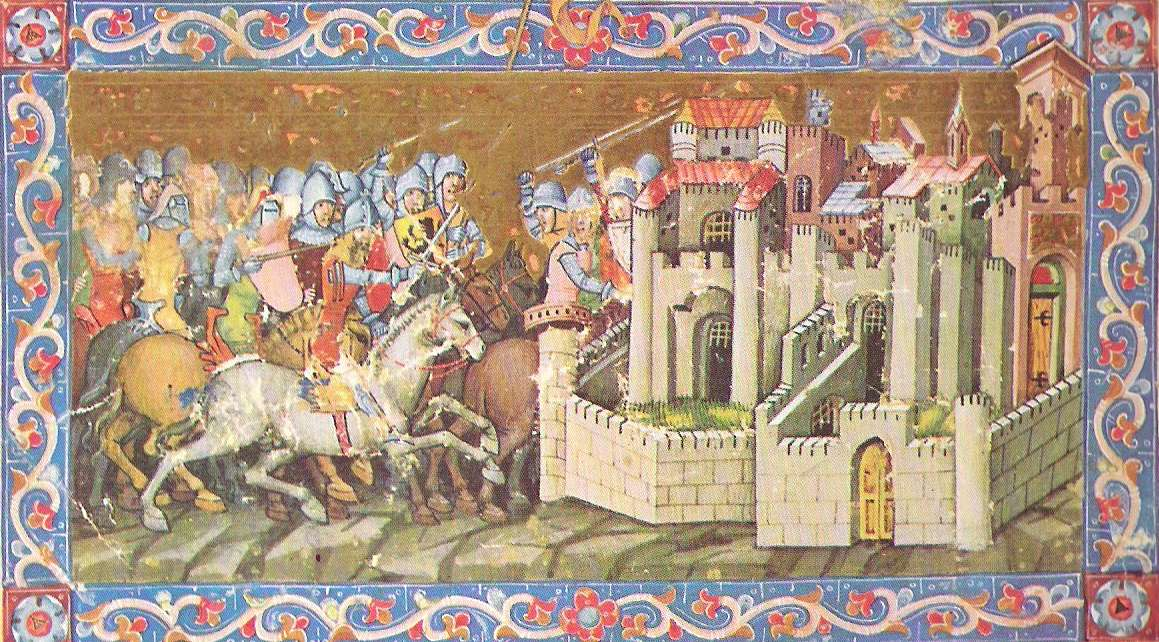
Una miniatura raffigurante un assedio degli Unni a una città. Da notarsi gli anacronismi nelle armi e negli edifici cittadini

#### Migrazioni degli Unni e impiego come mercenari

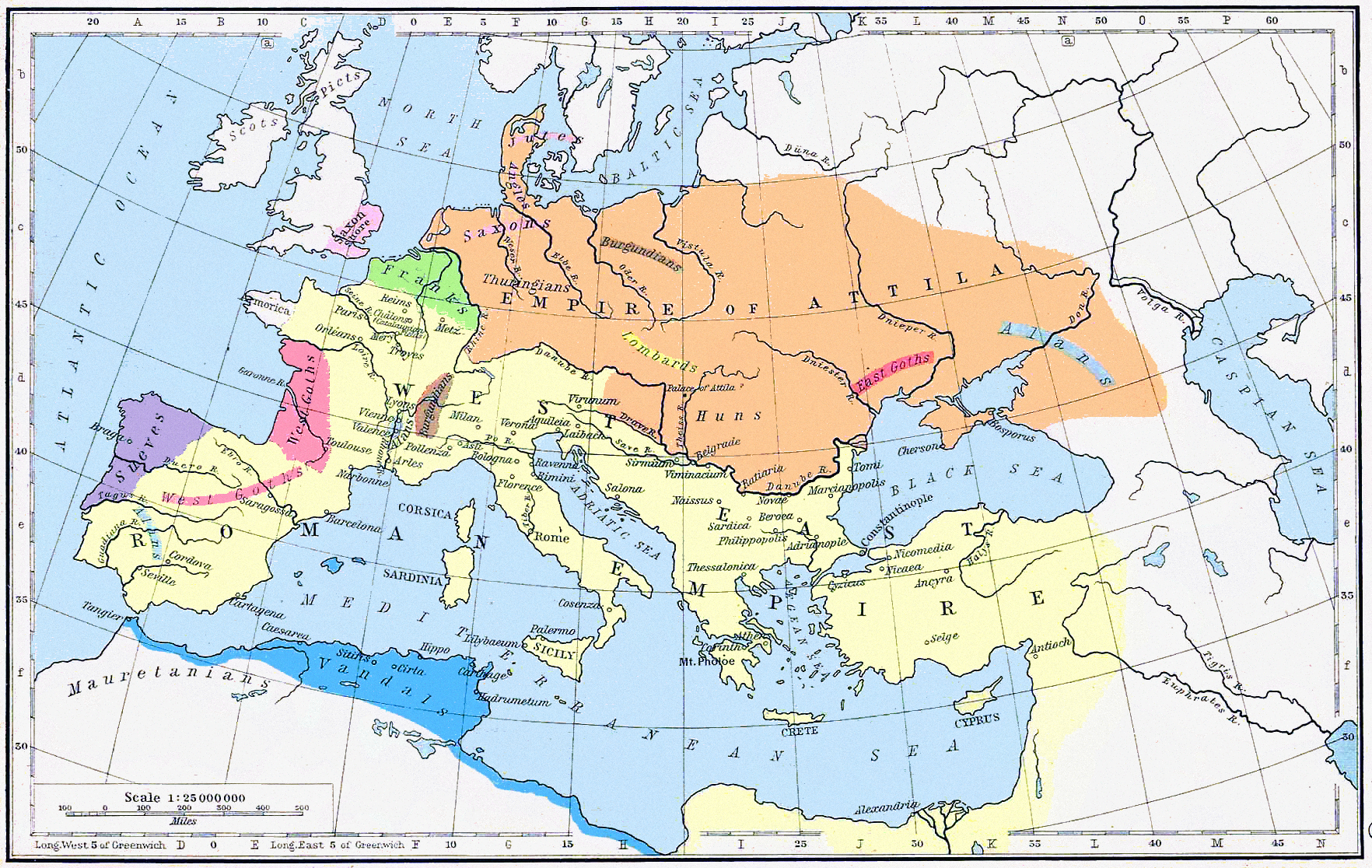
Massima espansione dell'impero unno (arancione chiaro), 451 circa

Gli Unni, originari dell'Asia centrale, arrivarono in Europa alla fine del IV secolo, scacciati dalla Cina grazie alle armi e alle strutture di difesa avanzate sviluppate dai cinesi, come nuovi usi per gli esplosivi, catapulte più precise e la balestra in bronzo e l'arco. La calata delle orde nomadi degli Unni sulle pianure dell'Ucraina e della Bielorussia avvenne tra il 374 ed il 376 sotto il Re Octar e si concretizzò come il classico "effetto domino": vennero travolti dapprima Sarmati, Alani, Ostrogoti, Sciri, Rugi (Battaglia del fiume Erac) e, quindi, Visigoti, Eruli, Gepidi, Burgundi, Franchi, Suebi, Vandali ed Alamanni, i quali tra il 378 ed il 406 si abbatterono in massa sull'Impero romano d'Occidente, disintegrandolo nel giro d'una settantina d'anni e creando, al suo posto, i regni romano-barbarici. Intorno al 385 gli Unni occuparono brevemente Colonia e secondo la tradizione vi uccisero Sant'Orsola e le sue compagne. Nel frattempo un gruppo di Unni misto ad Avari, a Turchi e a Bulgari, staccatosi dall'orda principale, aveva messo a ferro e fuoco l'Impero Sasanide di Persia, stanziandosi nelle regioni comprese tra il Lago Balqaš ed il Fiume Indo, e invaso l'India stessa.
Nel 395 grandi concentrazioni di Unni erano ancora a nord del Mar Nero, da cui partirono in quello stesso anno incursioni che devastarono sia l'Impero romano d'Oriente che la Persia. San Girolamo, che in quel momento risiedeva a Betlemme, scrisse terrorizzato:
Fu intorno all'inizio del V secolo che presumibilmente avvenne la migrazione nella grande pianura ungherese: nel 412-413, anno in cui lo storico e ambasciatore Olimpiodoro di Tebe condusse un'ambasceria presso gli Unni, erano già stanziati lungo il corso medio del Danubio, in una posizione strategica a cavallo tra i due imperi, sempre meno solidali tra di loro, che consentiva una politica di oscillazione tra i due: ormai non potevano che attaccare uno dei due imperi o fornire mercenari a caro prezzo. Probabilmente, secondo la teoria di Heather, fu lo spostamento degli Unni a spingere Radagaiso a invadere l'Italia, Vandali, Alani, Svevi e Burgundi a invadere le Gallie, e Uldino a invadere la Tracia durante la crisi del 405-408. All'epoca dell'ambasceria di Olimpiodoro, gli Unni erano governati da molti re, ma nel giro di vent'anni, probabilmente attraverso lotte violente, il comando fu unificato sotto un unico re: Attila.
L'alleanza tra romani e Unni durò dal 401, anno in cui il re Uldino portò la testa di Gainas all'imperatore Arcadio, al 450, pur con fasi alterne.
Nel V secolo gli Unni costituirono un regno nell'Europa centrorientale, e come gli orientali Xiongnu, incorporarono gruppi di popolazioni tributarie, arrestando il flusso migratorio ai danni dell'Impero da essi stessi provocato, in quanto, volendo dei sudditi da sfruttare, impedirono ogni migrazione da parte delle popolazioni sottomesse. Nel caso europeo, Alani, Gepidi, Sciri, Rugi, Sarmati, Slavi e specialmente le tribù gotiche, vennero tutti uniti sotto la supremazia militare della famiglia degli Unni. Guidati dai re Rua, Attila e Bleda, gli Unni si rafforzarono molto. Attila (406-453) apparteneva alla famiglia reale. Nel 432 gli Unni avevano un tale potere che lo zio di Attila, il re Rua, riceveva un consistente tributo dall'impero. Ottennero la supremazia sui loro rivali, molti dei quali altamente civilizzati, grazie alla loro abilità militare, mobilità e ad armi come l'arco unno.
Negli anni 430 furono impiegati come mercenari dal magister militum Ezio per le sue campagne in Gallia, ottenendo, in cambio del loro appoggio, parte della Pannonia; grazie al sostegno degli Unni, Ezio riuscì a vincere nel 436 i Burgundi, massacrati dall'esercito romano-unno di Ezio, ridotti all'obbedienza e insediati come foederati intorno al lago di Ginevra; gli Unni risultarono poi decisivi anche nella repressione della rivolta dei bagaudi in Armorica e nelle vittorie contro i Visigoti ad Arelate, e a Narbona, grazie alle quali nel 439 i Visigoti accettarono la pace alle stesse condizioni del 418. La scelta di Ezio di impiegare gli Unni trovò però l'opposizione di taluni, come il vescovo di Marsiglia Salviano, autore del De gubernatione dei ("Il governo di Dio"), secondo cui l'impiego dei pagani Unni contro i cristiani (seppur ariani) Visigoti non avrebbe fatto altro che provocare la perdita della protezione di Dio, perché i Romani «avevano avuto la presunzione di riporre la loro speranza negli Unni, essi invece che in Dio». Si narra che nel 439 Litorio, arrivato ormai alle porte della capitale visigota Tolosa, che intendeva conquistare annientando completamente i Visigoti, permettesse agli Unni di compiere sacrifici alle loro divinità e di predire il futuro attraverso la scapulomanzia, suscitando lo sdegno e la condanna di scrittori cristiani come Prospero Tirone e Salviano, che si lamentarono anche per i saccheggi degli Unni contro gli stessi cittadini che erano tenuti a difendere. Litorio poi perse la battaglia decisiva contro i Visigoti e fu giustiziato. Secondo Salviano, la sconfitta degli arroganti Romani, adoratori degli Unni, contro i pazienti Goti, timorati di Dio, oltre a costituire una giusta punizione per Litorio, confermava il passo del Nuovo Testamento, secondo cui «chiunque si esalta sarà umiliato, e chiunque si umilia sarà esaltato.»

#### Campagne balcaniche di Attila

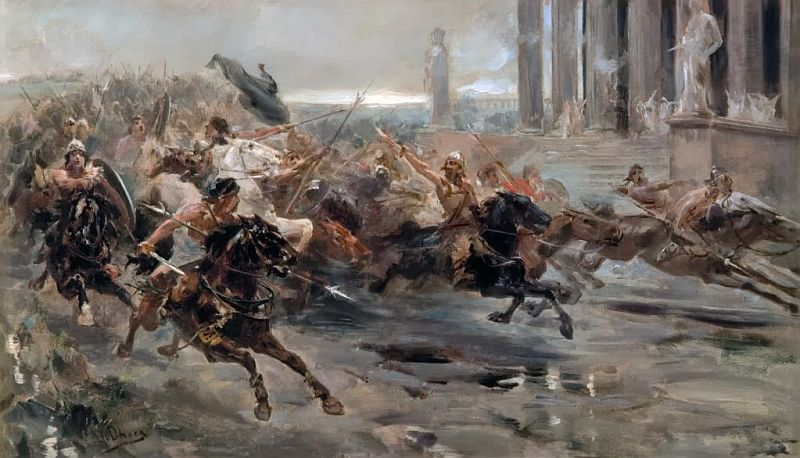
Gli Unni all'attacco.

La situazione cambiò drasticamente quando a capo degli Unni salì Attila nel 445, la cui ferocia è rimasta leggendaria. Questi, già nel 441-442, quando condivideva ancora il governo con il fratello Bleda, attaccò i territori dell'Impero romano d'Oriente approfittando dello sguarnimento del fronte danubiano dovuto all'invio di una potente flotta da parte dell'Impero d'Oriente nel tentativo di recuperare Cartagine ai Vandali. Gli Unni espugnarono rapidamente Vidimacium, Margus e Naissus, costringendo l'Impero d'Oriente a rinunciare alla guerra contro i Vandali, richiamando la flotta, e poco tempo dopo, a comprare la pace accettando di pagare un tributo di 1.400 libbre d'oro all'anno. Teodosio II, però, ritornata la flotta, smise di pagare il tributo agli Unni, nella speranza che con i Balcani non sguarniti di truppe e con il potenziamento delle difese, sarebbe riuscito a respingere gli attacchi unni. Quando gli arretrati raggiunsero le 6.000 libbre d'oro, nel 447, Attila protestò, e al rifiuto dell'Imperatore di sborsare le 6.000 libbre d'oro in questione, il re unno reagì con la guerra. Nell'invasione del 447, Attila sconfisse più volte gli eserciti romano-orientali, non riuscendo ad espugnare Costantinopoli, ma devastando gli interi Balcani Orientali e costringendo l'Impero romano d'Oriente ad accettare una pace umiliante:
(Prisco, Storie.)
Inoltre l'Impero d'Oriente dovette evacuare la zona a sud del Danubio «larga cinque giorni di viaggio».

#### Campagne occidentali di Attila

Carta storica che descrive l'invasione della Gallia da parte degli Unni nel 451 d.C., e la battaglia dei Campi Catalaunici. Sono mostrati i probabili itinerari, e le città conquistate o risparmiate dagli Unni.

Onoria, sorella di Valentiniano, nella primavera del 450 aveva inviato al re degli Unni una richiesta d'aiuto, insieme al proprio anello, perché voleva sottrarsi all'obbligo di fidanzamento con un senatore: la sua non era una proposta di matrimonio, ma Attila interpretò il messaggio in questo senso, ed accettò pretendendo in dote metà dell'Impero d'Occidente. Quando Valentiniano scoprì l'intrigo, fu solo l'intervento della madre Galla Placidia a convincerlo a mandare in esilio, piuttosto che ad uccidere Onoria, e ad inviare un messaggio ad Attila, in cui disconosceva assolutamente la legittimità della presunta proposta matrimoniale. Attila, per nulla persuaso, inviò un'ambasciata a Ravenna per affermare che Onoria non aveva alcuna colpa, che la proposta era valida dal punto di vista legale e che sarebbe venuto per esigere ciò che era un suo diritto.
Forte di un esercito che si diceva potesse contare oltre 500.000 uomini, il più grande in Europa da duecento anni a quella parte, Attila attraversò la Gallia settentrionale provocando morte e distruzione. Conquistò molte delle grandi città europee, tra cui Reims, Strasburgo, Treviri, Colonia, ma fu sconfitto contro le armate dei Visigoti, dei Franchi e dei Burgundi comandati dal generale Ezio nella Battaglia dei Campi Catalaunici.

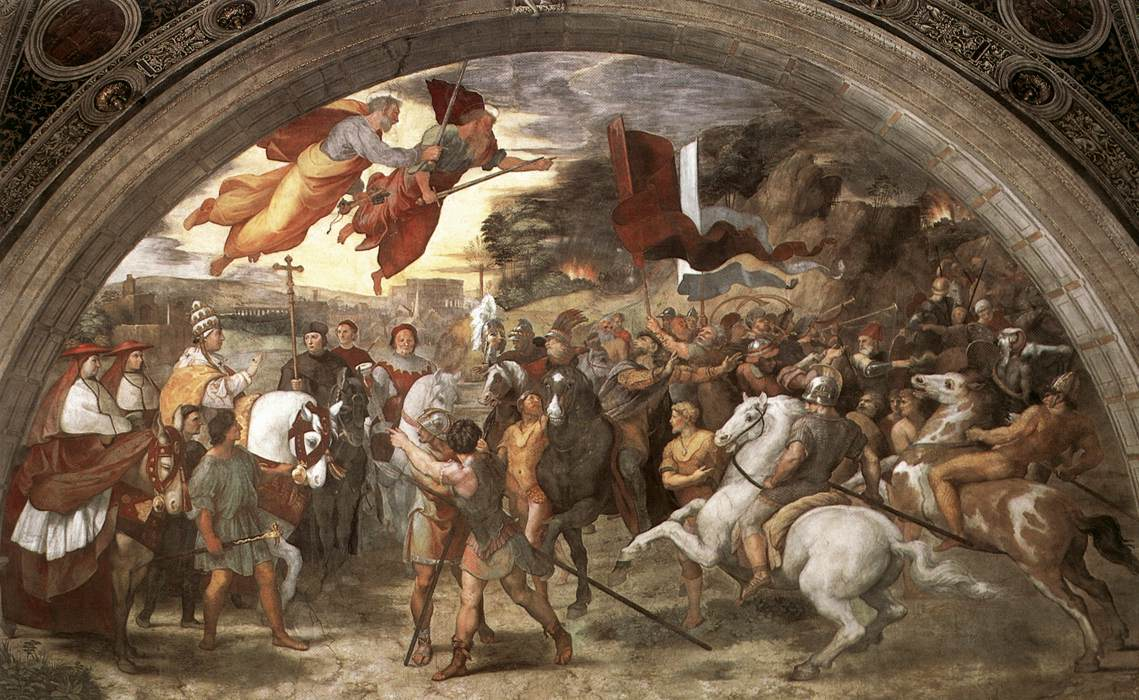
Incontro tra Leone il Grande e Attila, Affresco, 1514, Stanza di Eliodoro, Palazzi Pontifici, Vaticano. L'affresco fu completato durante il pontificato di Leone X (papa dal 1513 al 1521). Secondo la leggenda, la miracolosa apparizione dei Santi Pietro e Paolo armati con spade durante l'incontro tra Papa Leone e Attila (452) avrebbe spinto il re degli Unni a ritirarsi, rinunciando al sacco di Roma.

Attila tornò in Italia nel 452 per reclamare nuovamente le sue nozze con Onoria. Gli Unni cinsero d'assedio per tre mesi Aquileia, e, secondo la leggenda, proprio mentre erano sul punto di ritirarsi, da una torre delle mura si levò in volo una cicogna bianca che abbandonò la città con il piccolo sul dorso; il superstizioso Attila a quella vista ordinò al suo esercito di rimanere: poco dopo crollò la parte delle mura dove si trovava la torre lasciata dalla cicogna. Attila conquistò poi Milano e si stabilì per qualche tempo nel palazzo reale. Famoso è rimasto il modo singolare con cui affermò la propria superiorità su Roma: nel palazzo reale c'era un dipinto in cui erano raffigurati i Cesari seduti in trono e ai loro piedi i principi sciti. Attila, colpito dal dipinto, lo fece modificare: i Cesari vennero raffigurati nell'atto di vuotare supplici borse d'oro davanti al trono dello stesso Attila. Attila si fermò finalmente sul Mincio, dove incontrò un'ambasciata formata dal prefetto Trigezio, il console Avienno e papa Leone I (la leggenda vuole che il papa gli mostrò il crocifisso e Attila gli vide al seguito una schiera di angeli, e spaventato tornò indietro). Dopo l'incontro Attila tornò indietro con le sue truppe senza pretese né sulla mano di Onoria, né sulle terre in precedenza reclamate. Sono state date diverse interpretazioni della sua azione. La fame e le malattie che accompagnavano la sua invasione (in Italia, infatti, stava infuriando un'epidemia di colera e di malaria e la Pianura padana non era in grado di dar sostentamento all'orda barbarica) potrebbero aver ridotto la sua armata allo stremo, oppure mentre Marciano mandò delle truppe oltre il Danubio, l’armata di Ezio era discesa dalla Francia e si trovava in Liguria diretta verso Attila per braccarlo, e questi potrebbero avergli dato ragione di retrocedere. La "favola che è stata rappresentata dalla matita di Raffaello e dallo scalpello di Algardi" (come l'ha chiamata Edward Gibbon) di Prospero d'Aquitania dice che il papa, aiutato da Pietro apostolo e Paolo di Tarso, lo convinse a girare al largo della città. Vari storici hanno supposto che l'ambasciata portasse un'ingente quantità d'oro al leader unno e che lo abbia persuaso ad abbandonare la sua campagna, e questo sarebbe stato perfettamente in accordo con la linea politica generalmente seguita da Attila, cioè di chiedere un riscatto per evitare le incursioni unne nei territori minacciati.
Quali che fossero le sue ragioni, Attila lasciò l'Italia e ritornò al suo palazzo attraverso il Danubio. Da lì pianificò di attaccare nuovamente Costantinopoli e reclamare il tributo che Marciano aveva tagliato. Morì, invece, nei primi mesi del 453; la tradizione, secondo Prisco, dice che la notte dopo un banchetto che celebrava il suo ultimo matrimonio (con una principessa gota di nome Krimhilda, poi abbreviato con Ildikó), egli ebbe una copiosa epistassi e morì soffocato. I suoi guerrieri, dopo aver scoperto la sua morte, si tagliarono i capelli e si sfregiarono con le loro spade in segno di lutto così che, dice Giordane, "il più grande di tutti i guerrieri dovette essere pianto senza lamenti femminili e senza lacrime, ma con il sangue degli uomini". La causa del decesso pare esser attribuibile ad un'emorragia cerebrale (in base a quanto attestato dai cronisti del tempo, ripresi dal goto Giordane (500 - 570), Attila era soggetto a sanguinamenti), occorsa durante la notte in cui sposò Krimhilda. Venne sepolto un paio di giorni dopo non lontano dalla capitale del suo regno (in realtà un campo trincerato in legno) nella pianura ungherese. Il suo corpo venne posto in tre sarcofagi: il più interno in legno, racchiuso da un secondo in argento puro e da un terzo in oro massiccio. Lo seguirono nella tomba tutte le sue ricchezze, il suo cavallo, le mogli, i servi ed anche gli schiavi che scavarono la fossa, per precauzione, in modo che nessuno fosse in grado di rivelare il luogo esatto della sepoltura (... "Ed un silenzio di morte avvolse il sepolcro la notte medesima, accomunando allo stesso tempo il morto e i becchini", ebbe a scrivere Giordane) .

#### Collasso dell'impero di Attila
Le lotte per la successione, seguite alla morte di Attila, dissolsero la potenza degli Unni. Dopo il suo decesso, l'Impero unno si disgregò rapidamente: infatti i tre figli di Attila (Dengizich, Ellac e Ernac) non riuscirono a sedare le rivolte per l'indipendenza dei sudditi degli Unni, portando alla rapida caduta dell'Impero unno. Il primo gruppo ad ottenere l'indipendenza fu quello dei Gepidi, guidati da re Ardarico, che sconfissero nel 453-454 l'esercito unno nella Battaglia del fiume Nedao (454), costringendo gli Unni a riconoscere loro l'indipendenza. Negli anni successivi tutti gli altri gruppi (come Sciri, Rugi, Eruli, Longobardi, Ostrogoti) ottennero gradualmente l'indipendenza dagli Unni, e nel 468 gli Unni persero la propria indipendenza, finendo per essere arruolati come mercenari dall'Impero romano d'Oriente.
La memoria dell'invasione degli Unni è stata trasmessa oralmente fra le tribù germaniche, ed è una componente importante nella Völsunga Saga e Hervarar Saga, in norvegese antico, e nel Nibelungenlied, in antico germanico. Tutte ritraggono gli eventi di questo periodo di migrazioni, avvenute circa un millennio prima della loro trascrizione. Nella Hervar Saga, i Goti hanno i loro primi contatti con gli arcieri unni, e si incontrano in un'epica battaglia sulle rive del Danubio. Nella Völsunga Saga e in Nibelungenlied, re Attila (Atli in Norvegese e Etzel in Germanico) sconfigge il re franco Sigisberto I (Sigurðr o Siegfried) e il re burgundo Gontran I (Gunnar or Gunther) ma è successivamente assassinato dalla regina Crimilde (Gudrun o Kriemhild), sorella di quest'ultimo e moglie di Attila.
Una situazione caotica seguì all'ascesa al potere degli Avari in Europa dopo il 550.
La dinastia avara Onoghur (580-685) ha mischiato il patrimonio avaro-bulgaro ma il nome deriva, probabilmente, da "Unno". Il nome "Ungheria" usato oggi deriva da Onogur.

## Successione dei re unni
| 352 - ?               | Kama Tarkhan |
| ? - 370               | Balamber (Valamir?)                                                                                                  |
| 370 - 380             | Alypbi |
| c. 390? - c. 411      | Uldino (Khan degli Unni Occidentali)                                                                                 |
| ? - 412               | Donatus (Khan degli Unni del Mar Nero Orientale e oltre)                                                             |
| c. 411                | Charaton |
| 412 - 430             | Octar (Uptar) col fratello Rua                                                                                       |
| 412 - 434/435         | Rua (Rugila, Ruga) col fratello Octar fino al 430                                                                    |
| 434/435 - 444/445     | Bleda col fratello Attila                                                                                            |
| 434/435 - 453         | Attila (Idil) col fratello Bleda fino al 444/445                                                                     |
| 453 - 454             | Ellac |
| c. 457                | Tuldila |
| ? - 469               | Dengizich |
| ? - < 469             | Hernach (Ernakh) |
| tardo V secolo        | Tingiz |
| tardo V secolo        | Belkermak |
| c. 490                | Djurash |
| c. 500                | Tatra |
| ?                     | Boyan Chelbir |
| inizio 500 - metà 500 | Sandilch (Khan degli Utriguri). Divisione in Utriguri, orde del Don orientale, e Kutriguri, orde del Don occidentale |
| 560                   | Zabergan (Khan dei Kutriguri)                                                                                        |

## Cronologia degli Hsiung-nu/Unni asiatici
La seguente cronologia è ricavata in parte da documentazione storica cinese e in parte da ricerche di paleoantropologia della Siberia.
| 1200 a.C.       | Gli Unni attraversano il deserto di Gobi. Comparsa della cultura karasukiana nel Sayan-Altai                                                |
| III secolo a.C. | Gli Unni nella sfera di influenza dei Tung-Hu                                                                                               |
| 209 a.C.        | Sottomissione dei Sien-pi e dei Wu-huan |
| 208 a.C.        | Vittoria degli Unni di Mao-tun sugli Yueh-chi                                                                                               |
| 203 a.C.        | Gli Unni sottomettono i Kiang (tibetani) |
| 202 a.C.        | Spedizione nel Sayan-Altai, sottomissione dei Ting-Ling, dei Kipcaki ed altre tribù                                                         |
| 201-200 a.C.    | Spedizione cinese degli Unni in Cina. Gli Unni accerchiano un esercito cinese presso Pai-teng                                               |
| 198 a.C.        | Pace tra Unni e cinesi Han |
| 197 a.C.        | Guerra tra Unni e Yueh-chi |
| 165 a.C.        | Vittoria degli Unni sugli Yueh-chi. Migrazione degli Yueh-chi al di là del Tien-Shan e dei Wusun nella pianura dei Sette fiumi (Semirecie). |
| 158 a.C.        | Incursioni unne in Cina |
| 157 a.C.        | Gli Unni riconoscono l'indipendenza dei Wusun                                                                                               |
| 152 a.C.        | Trattato tra Unni e Cina per libertà di commercio                                                                                           |
| 133 a.C.        | Incursioni Unne in Cina |
| 129 a.C.        | Disfatta dei Cinesi |
| 126 a.C.        | Muore Kiun-chen, suo fratello Yi-chi-sie si proclama Shan-yu degli Unni                                                                     |
| 125 a.C.        | Gli Unni prendono le fortezze di Yu-meng e Sho-fang                                                                                         |
| 123 a.C.        | Disfatta cinese per mano degli Unni |
| 90 a.C.         | Spedizione Unna nel Ho-si |
| 86 a.C.         | Gli Unni cacciano i Cinesi dal Che-shi |
| 80 a.C.         | Guerra contro i Wusun |
| 72 a.C.         | Terribile incursione dei Wusun. Il Che-shi si dà di nuovo agli Unni. Fallito contrattacco contro i Wusun e i Cinesi                         |
| 67 a.C.         | Gli Unni perdono il Che-shi |
| 64 a.C.         | Fallita spedizione degli Unni nel Che-shi contro i Cinesi                                                                                   |
| 62 -61 a.C.     | Incursioni dei Ting-ling nelle terre degli Unni                                                                                             |
| 57-54 a.C.      | Guerra civile tra gi Unni, vinta dallo Shan-yu Chi-chi.                                                                                     |
| 49 a.C.         | Chi-chi sconfigge Wusun e sottomette Ugri e Ting-ling.                                                                                      |

## Riferimenti in epoca moderna
Il 27 luglio 1901, durante la Ribellione dei Boxer in Cina, il Kaiser Guglielmo II diede l'ordine di "far ricordare il nome tedesco in Cina per un migliaio di anni, così che nessun cinese oserà mai anche solo guardare male un tedesco". Questo discorso, in cui Guglielmo invocava la memoria degli Unni del V secolo, si accoppiava al Pickelhaube, l'elmetto indossato dall'esercito tedesco fino al 1916, una reminiscenza degli elmetti degli antichi Unni (e ungheresi), fece nascere, specialmente da parte dei britannici, la pregiudiziosa usanza di dare il soprannome di 'Unni' ai tedeschi durante la prima guerra mondiale. Questa usanza venne adottata dalla propaganda alleata durante la guerra, che cercava di infondere odio verso i tedeschi evocando l'idea che fossero selvaggi brutali.